# Gábor Boráros
Gábor „Beast“ Boráros (* 5. dubna 1992, Dunajská Streda) je slovenský MMA zápasník maďarského původu.

## MMA
K MMA jej přivedl Attila Végh, kterého Boráros viděl trénovat, a zaujal ho. V roce 2014 získal titul v maďarské organizaci HFC. V roce 2016 byl osloven promotéry organizace Oktagon MMA Pavolem Nerudou a Ondřejem Novotným, kteří ho pozvali do premiérové série tzv. Oktagon Výzvy, kterou Boráros nakonec ovládl.

### Statistika
- Výhry: 18, Prohry: 10, Remízy: 1

| #  | Výsledek | Bilance | Soupeř              | Metoda     | Událost                     | Datum              | Kolo | Čas  | Místo |
| -- | -------- | ------- | ------------------- | ---------- | --------------------------- | ------------------ | ---- | ---- | ----- |
| 29 | Prohra   | 18-10-1 | Mickael Lebout      | Rozhodnutí | Oktagon 27                  | 11. září 2021      | 3    | 5:00 |       |
| 28 | Prohra   | 18-9-1  | Matúš Juráček       | Rozhodnutí | Oktagon 21                  | 30. ledna 2021     | 3    | 5:00 |       |
| 27 | Prohra   | 18-8-1  | Tato Primera        | TKO        | Oktagon 16                  | 26. září 2020      | 2    | 5:00 |       |
| 26 | Výhra    | 18-7-1  | Mauricio Reis       | TKO        | Oktagon Prime 3             | 15. února 2020     | 3    | 1:01 |       |
| 25 | Prohra   | 17-7-1  | Kaik Brito          | TKO        | Oktagon 15                  | 9. listopadu 2019  | 1    | 2:49 |       |
| 24 | Výhra    | 17-6-1  | Jan Janka           | TKO        | Oktagon 12                  | 8. června 2019     | 1    | 4:02 |       |
| 23 | Prohra   | 16-6-1  | David Kozma         | TKO        | Oktagon 10                  | 17. listopadu 2018 | 2    | 0:22 |       |
| 22 | Výhra    | 16-5-1  | Jaroslav Poborský   | Submise    | Oktagon 9                   | 15. září 2018      | 1    | 1:15 |       |
| 21 | Prohra   | 15-5-1  | Fernando Gonzalez   | Rozhodnutí | Oktagon 6                   | 26. května 2018    | 3    | 5:00 |       |
| 20 | Výhra    | 15-4-1  | Mariusz Radsizewski | TKO        | Oktagon 5                   | 17. března 2018    | 2    | 3:02 |       |
| 19 | Výhra    | 14-4-1  | Tibor Varga         | TKO        | Fight of Gladiators         | 6. října 2017      | 1    | 0:34 |       |
| 18 | Prohra   | 13-4-1  | Mohamed Sayah       | TKO        | Oktagon 3                   | 29. července 2017  | 2    | 3:49 |       |
| 17 | Výhra    | 13-3-1  | Pascal Kloser       | TKO        | CFK 2                       | 21. dubna 2017     | 1    | 1:10 |       |
| 16 | Výhra    | 12-3-1  | Roland Cambal       | TKO        | Oktagon 2                   | 7. dubna 2017      | 1    | 3:08 |       |
| 15 | Výhra    | 11-3-1  | Jakub Běle          | Submise    | Oktagon Výzva 1 – Finále    | 10. prosince 2016  | 1    | 3:47 |       |
| 14 | Výhra    | 10-3-1  | Tomáš Lejsek        | Submise    | Oktagon Výzva 1             | 4. října 2016      | 1    | 0:48 |       |
| 13 | Výhra    | 9-3-1   | Marek Bartl         | TKO        | Oktagon Výzva 1             | 4. října 2016      | 1    | 4:15 |       |
| 12 | Výhra    | 8-3-1   | Kalman Kovacs       | TKO        | X-Fight 1                   | 20. května 2016    | 1    | 5:00 |       |
| 11 | Prohra   | 7-3-1   | Sadibou Sy          | TKO        | IRFA 7                      | 22. listopadu 2014 | 2    | 4:37 |       |
| 10 | Výhra    | 7-2-1   | Pal Kottes          | TKO        | PMMAL 7                     | 15. listopadu 2014 | 2    | 4:55 |       |
| 9  | Výhra    | 6-2-1   | Gergo Munczberg     | Submise    | PMMAL 6                     | 11. října 2014     | 2    | 2:26 |       |
| 8  | Výhra    | 5-2-1   | Robert Kertesz      | Rozhodnutí | PMMAL 6                     | 11. října 2014     | 3    | 5:00 |       |
| 7  | Výhra    | 4-2-1   | Adrian Barkac       | KO         | FE 1                        | 8. června 2013     | 1    | 1:17 |       |
| 6  | Výhra    | 3-2-1   | Tomáš Kuczik        | TKO        | EPF 1                       | 30. dubna 2013     | 1    | 3:10 |       |
| 5  | Výhra    | 2-2-1   | Jakub Gazdík        | Submise    | GCF 21                      | 26. dubna 2013     | 1    |      |       |
| 4  | Prohra   | 1-2-1   | Martin Gramblička   | Rozhodnutí | K1 Empress Slovakia GP 2012 | 30. června 2012    | 2    | 5:00 |       |
| 3  | Prohra   | 1-1-1   | Petr Novák          | Rozhodnutí | GCF 11                      | 21. dubna 2012     | 3    | 5:00 |       |
| 2  | Výhra    | 1-0-1   | Martin Burkot       | TKO        | GCF 2                       | 5. listopadu 2011  | 2    |      |       |
| 1  | Remíza   | 0-0-1   | Vojtěch Prokop      | remíza     | HC 10                       | 16. října 2011     | 2    | 5:00 |       |

## Survivor
V roce 2022 se zúčastnil reality show Survivor Česko & Slovensko, soutěž však musel předčasně opustit na vlastní žádost kvůli zranění kolene.